# Denise Montell
Pour les articles homonymes, voir Montell.
Denise Johnson Montell est une biologiste américaine qui est professeure Duggan de biologie moléculaire, cellulaire et du développement à l'université de Californie à Santa Barbara. Ses recherches portent sur le processus d'ovogenèse chez la drosophile et la migration des cellules frontières (en). Elle a été présidente de la Genetics Society of America (en) et a été élue à l'Académie nationale des sciences en 2021.

## Enfance et éducation
Montell a grandi dans une famille de scientifiques et s'est intéressée à la science à un jeune âge. Elle était étudiante de premier cycle à l'université de Californie à San Diego, où elle s'est spécialisée en biochimie et en biologie cellulaire. Elle a déménagé à l'université Stanford pour ses études supérieures, où elle a étudié les molécules d'adhésion au substrat dans l'embryogenèse de la drosophile, avec une thèse intitulée « Cell and substrate adhesion molecules in D̲r̲o̲s̲o̲p̲h̲i̲l̲a̲ embryogenesis » (1989). Montell était boursière postdoctorale sous la supervision d'Allan Spradling à la Carnegie Institution for Science, où elle a développé un nouveau modèle pour étudier la motilité cellulaire in vivo en combinant la biologie cellulaire et la génétique moléculaire. Elle a travaillé sur un criblage de mutagenèse médiée par l'élément P chez la drosophile. Elle a été nommée à la faculté de la Carnegie Institution for Science.

## Recherche et carrière
Montell a rejoint la faculté de l'université Johns-Hopkins en 1992. Après dix ans à Johns-Hopkins, elle a été promue professeure titulaire, où elle est devenue directrice fondatrice du Center for Cell Dynamics. En 2013, elle a déménagé à l'Université de Californie à Santa Barbara, où elle a été nommée professeure Duggan. En 2020, Montell a été nommée présidente de la Genetics Society of America (en),.
La recherche de Montell examine le processus d'ovogenèse chez la drosophile et la migration des cellules frontières (en). Elle a étudié l'apoptose, la motilité cellulaire et l'engloutissement cellulaire. Montell a identifié que les cellules qui étaient auparavant considérées comme étant au-delà du point de non-retour dans le processus de mort peuvent récupérer et proliférer. Le processus, que Montell a nommé anastasis, peut sauver des cellules difficiles à remplacer. La motilité cellulaire est le processus par lequel les embryons se développent, les blessures guérissent et le système immunitaire combat les maladies. Dans le même temps, la motilité cellulaire peut donner lieu à des métastases tumorales. Montell a créé un modèle in vivo pour l'étude de la motilité cellulaire.

## Récompenses et honneurs
- 2014 Élue au Conseil de l'American Society for Cell Biology (en)[8]
- 2014 National Institutes of Health Director's Pioneer Award (en)[9],[10]
- 2017 Membre élue de l'Association américaine pour l'avancement des sciences[11],[12]
- 2019 Membre élue de l'American Society for Cell Biology [13],[14]
- 2021 Élue à l'Académie nationale des sciences [15]

## Publications (sélection)
- (en) Honami Naora et Denise J Montell, « Ovarian cancer metastasis: integrating insights from disparate model organisms », Nature Reviews Cancer, NPG et Springer Science+Business Media, vol. 5, no 5,‎ 1er mai 2005, p. 355-366 (ISSN 1474-175X et 1474-1768, PMID 15864277, DOI 10.1038/NRC1611).
- (en) Danfeng Cai, Shann-Ching Chen, Mohit Prasad, Li He, Xiaobo Wang, Valerie Choesmel-Cadamuro, Jessica K Sawyer, Gaudenz Danuser et Denise J Montell, « Mechanical feedback through E-cadherin promotes direction sensing during collective cell migration », Cell, Cell Press et Elsevier, vol. 157, no 5,‎ 1er mai 2014, p. 1146-1159 (ISSN 0092-8674 et 1097-4172, OCLC 1792038, PMID 24855950, PMCID 4118667, DOI 10.1016/J.CELL.2014.03.045).
- (en) Denise J Montell, « Border-cell migration: the race is on. », Nature Reviews Molecular Cell Biology, NPG, vol. 4, no 1,‎ 1er janvier 2003, p. 13-24 (ISSN 1471-0072 et 1471-0080, OCLC 807916556, PMID 12511865, DOI 10.1038/NRM1006).

## Vie privée
Montell est mariée et a deux enfants.